# Ptochophyle
Chrysocraspeda là một chi bướm đêm thuộc họ Geometridae.